# Liste der Naturdenkmale in Langen (Hessen)
Die Liste der Naturdenkmale in Langen (Hessen) nennt die in der Stadt Langen im Landkreis Offenbach in Hessen gelegenen Naturdenkmale.

## Naturdenkmale
| Bild                          | Bezeichnung          | Ortsteil, Lage                         | Beschreibung | Art              | Nr.     |
| ----------------------------- | -------------------- | -------------------------------------- | --- | ---------------- | ------- |
| BW                            | Gruppe Edelkastanien | Langen 49° 58′ 56,6″ N, 8° 41′ 51,6″ O | Vier etwa 22 m hohe Esskastanien (Castanea sativa) an einer Wegekreuzung.                                              | Edelkastanie     | 438 037 |
| BW                            | Klump-Eiche          | Langen 49° 57′ 55,5″ N, 8° 42′ 25,1″ O | Etwa 28 m hohe Stieleiche (Quercus robur) im Waldverband mit hohem Stamm und kleiner Krone.                            | Stiel-Eiche      | 438 039 |
| BW                            | Edelkastanienallee   | Langen 49° 58′ 57″ N, 8° 41′ 57,6″ O   | Den Waldmantel bildende Baumreihe aus Esskastanien (Castanea sativa) mit kurzen kräftigen Stämmen.                     | Edelkastanie     | 438 040 |
| Fotos hochladen               | Langener Steinbruch  | Langen 49° 58′ 52,5″ N, 8° 41′ 38,9″ O | Aufgelassener Steinbruch mit vegetationsfreien Abbruchkanten und Steilwänden.                                          | Steinbruch       | 438 041 |
| Fotos hochladen               | Speierling           | Langen 49° 59′ 57,2″ N, 8° 40′ 52″ O   | Etwa 9,9 m hoher Speierling (Sorbus domestica) mit kurzem, kräftigem Stamm und kugeliger Krone in einem Gartengelände. | Speierling       | 438 042 |
| Fotos hochladen               | Sechs Speierlinge    | Langen 50° 0′ 0,1″ N, 8° 40′ 43,3″ O   | Vier junge und zwei alte Speierlinge (Sorbus domestica).                                                               | Speierling       | 438 043 |
| BW                            | Speierling           | Langen 49° 58′ 57,6″ N, 8° 41′ 10,8″ O | Etwa 15 m hoher freigewachsener Speierling (Sorbus domestica).                                                         | Speierling       | 438 044 |
| Fotos hochladen               | Winterlinde          | Langen 49° 59′ 1,7″ N, 8° 40′ 42,6″ O  | Mächtige, etwa 22,3 m hohe Winterlinde (Tilia cordata) im Ortsbereich von Langen.                                      | Winterlinde      | 438 045 |
| Fotos hochladen               | Große Buche          | Langen 49° 58′ 44,5″ N, 8° 38′ 18,5″ O | Freistehende etwa 20,5 m hohe Rotbuche (Fagus sylvatica) mit halbkugeliger Kronenausbildung in Schlossgarten.          | Rotbuche         | 438 046 |
| mehr Fotos \| Fotos hochladen | Alte Eiche           | Langen 49° 58′ 46,6″ N, 8° 38′ 22,1″ O | Etwa 20,5 m hohe knochige Stieleiche (Quercus robur) mit zwei Hauptsämmen und bizarrem Habitus.                        | Stiel-Eiche      | 438 047 |
| Fotos hochladen               | Mammutbaum           | Langen 49° 59′ 29,4″ N, 8° 39′ 28,3″ O | Etwa 24,8 m hoher typisch gewachsener Mammutbaum (Sequoiadendron giganteum).                                           | Riesenmammutbaum | 438 049 |

## Ehemalige Naturdenkmale
| Bild            | Bezeichnung        | Ortsteil, Lage                         | Beschreibung | Art                    | Nr.     |
| --------------- | ------------------ | -------------------------------------- | --- | ---------------------- | ------- |
| Fotos hochladen | Platane am Bahnhof | Langen 49° 59′ 35,4″ N, 8° 39′ 28,8″ O | Etwa 21,8 m hohe Platane (Platanus x acerifolia) mit symmetrisch runder, geschlossener Krone im Ortskern von Langen. | Ahornblättrige Platane | 438 048 |

## Belege
1. ↑  
Naturdenkmal. www.kreis-offenbach.de, abgerufen am 7. April 2020.

- Karte mit allen Koordinaten:
- OSM |
- WikiMap